# چین‌خوردگی در زمان
چین‌خوردگی در زمان (انگلیسی: A Wrinkle in Time) فیلمی در ژانر علمی تخیلی - ماجراجویی به کارگردانی ایوا دوورنی با فیلمنامه‌ای از جنیفر لی است که در سال ۲۰۱۸ منتشر شده‌است. داستان این فیلم اقتباسی است از رمانی به همین نام که در سال ۱۹۶۲ به قلم مادلین لنگل به نگارش درآمده‌است. از ستارگان این فیلم می‌توان به اپرا وینفری، ریس ویترسپون، میندی کالینگ، گوگو امبتا-را، مایکل پنیا، زک گالیفیاناکیس، کریس پاین و استورم رید اشاره کرد. فیلمبرداری پروژه در ۲ نوامبر ۲۰۱۶ در لس آنجلس، کالیفرنیا آغاز شد.
این فیلم در ۹ مارس ۲۰۱۸ توسط والت دیزنی پیکچرز در قالب آی‌مکس و سه بعدی رئال دی به اکران درآمد.

## خلاصه داستان
مگ موری، دانش آموز ۱۳ساله ای است که به راحتی نمی‌تواند خود را با شرایط مدرسه و خانه وفق دهد. چون پدرش الکس، دانشمند معروفی بود که سال‌ها پیش و حین مطالعه اخترفیزیک ناپدید شد. مگ و مادرش کیت معتقدند که الکس به پاسخ سؤال وجودی بشر رسیده و به دنیای دیگری تله پورت شده‌است.
یک روز عصر، برادر کوچک‌تر مگ به نام چارلز والاس، در خانه را به روی خانم «چیه» باز می‌کند. این زن موهای قرمزی دارد و پیراهن سفید و عجیبی به تن دارد. خانم «چیه» ادعا می‌کند که تزارکت (سفر در فضایی که الکس روی آن کار می‌کرد) واقعی است. روز بعد، آن‌ها در مسیر، یکی از همکلاسی‌های مگ به نام کالوین اوکیف را می‌بینند و با هم به خانه خانم «کی» (یکی از دوستان چارلز که به حالت تقل قول حرف می‌زند) می‌روند.
مگ و چارلز، کالوین را به شام دعوت می‌کنند. بعد به حیاط پشتی رفته و در آن جا با خانم «چیه» و «کی» و «کدام» ملاقات می‌کنند. این سه زن می‌گویند که مسافران فضایی هستند و از طریق تزارکت، مگ، کالوین و چارلز را به سیاره ای دور به نام اریل می‌فرستند.
از طریق گل‌ها می‌فهمند که الکس از آنجا رفته پس خانم «چیه» به یک موجود پرنده بزرگ تبدیل می‌شود و بچه‌ها را به سیاره ای به نام اریون می‌برد تا با کمک یک غیب گو به نام میانجی شاد الکس را بیابند.
میانجی شاد می‌گوید که الکس در سیاره کامازوتس گیر افتاده که زادگاه آی تی هاست. خانم «کدام» می‌گوید که آی تی نماد حرص، خشم، غرور، خودخواهی و عزت نفس پایین در دنیاست. پس همگی برای نجات الکس به کامازوتس می‌روند.
در آنجا خانم «کدام» و «چیه» و «کی» باید سیاره را ترک کنند ولی پیش از رفتن، هدایایی به مگ می‌دهند. بچه‌ها در ساحل آی تی را ملاقات می‌کنند. او غذا به آن‌ها تعارف می‌کند و می‌گوید حال الکس خوب است؛ ولی چارلز می‌گوید غذا مزه شن می‌دهد و آی تی با هیپنوتیزم کنترل ذهن او را بدست می‌گیرد.
مگ و کالوین فرار می‌کنند و راه پله ای را می‌یابند که به اتاق الکس راه دارد و او را آزاد می‌کنند؛ ولی چارلز به زور آن‌ها را پیش اربابش می‌برد. الکس می‌خواهد با مگ و کالوین فرار کند ولی مگ اجازه نمی‌دهد. او می‌فهمد که آی تی با نیرنگ و تنفر قدرت می‌گیرد پس با ابراز عشق به برادرش، کنترل آی تی را بر کامازوتس ازبین می‌برد.
بعد از بازگشت به خانه، مگ و چارلز پیش والدینشان برمی گردند. مگ به آسمان زل می‌زند و از خانم‌ها تشکر می‌کند.

## بازیگران
- اپرا وینفری
- ریس ویترسپون
- میندی کالینگ
- گوگو امبتا-را
- کریس پاین
- زک گالیفیاناکیس
- اندره هلند
- لوی میلر
- بلامی یانگ
- روآن بلانشارد
- مایکل پنیا